# Флавиан (Ласкин)
Архимандрит Флавиан (до пострижения Фёдор Петрович Ласкин; 1760-е — 2 февраля 1808) — архимандрит Иверского валдайского монастыря, ректор Санкт-Петербургской духовной академии.

## Биография
С 1785 года обучался в Коломенской духовной семинарии и в 1789 году был прислан в Петербургскую семинарию «для образования к учительской должности».
В 1794 году назначен учителем латинского языка и низшей математики в Петербургской духовной семинарии.
Состоя в этой должности, 13 марта 1797 году постригся в монашество с именем Флавиан; 15 июля рукоположен в иеродиакона, 14 сент. — в иеромонаха.
В 1796 году он состоял уже префектом Санкт-Петербургской духовной семинарии и преподавал там философию.
В 1798 году исполнял чреду священнослужения и проповеди в Петербурге.
В 1798 году произведён в архимандриты Зеленецкого монастыря, в следующем году перемещен в Сергиеву пустынь.
С января 1800 года — ректор Новгородской духовной семинарии и настоятель новгородского Антониева монастырь.
В январе 1804 году он был назначен архимандритом в Иверский Валдайский монастырь.
5 февраля того же года — назначен ректором Санкт-Петербургской духовной академии и присутствующим в консистории.
На долю Флавиана, как ректора академии, выпало составление нового плана преподавания наук и приведение его в исполнение; он улучшил содержание воспитанников, значительно увеличил академическую библиотеку и составил проект реформы, утвержденный уже после его смерти, в 1808 году.
В печати известны только два слова Флавиана: «При избрании судей в Санкт-Петербургской губернии» (СПб., 1805), и «На случай Высочайшего рескрипта к санкт-петербургским жителям», говорённое при молебствии в Казанском соборе 3 декабря 1805 года.